# Rajdowe Mistrzostwa Ameryki Północnej i Ameryki Środkowej
Rajdowe Mistrzostwa Ameryki Północnej i Ameryki Środkowej (NACAM) – międzynarodowe rajdy samochodowe, które są organizowane pod auspicjami FIA; odbywają się w Ameryce Północnej, środkowej i części rejonu Ameryki Południowej. Pierwsza edycja została zorganizowana w 2008 roku.

## Mistrz
| Rok  | Kierowca                | Pilot                            | Samochód                               |
| ---- | ----------------------- | -------------------------------- | -------------------------------------- |
| 2008 | Alejandro Kratosville   |                                  | Peugeot                                |
| 2009 | Ricardo Triviño         |                                  | Mitsubishi Lancer Evo IX               |
| 2010 | Nicolás Fuchs           | Juan Pedro Cilloniz              | Mitsubishi Lancer Evo IX               |
| 2011 | Raúl Orlandini Griswold |                                  | Mitsubishi Lancer Evo IX               |
| 2012 | Ricardo Triviño         | Marco Hernández                  | Mitsubishi Lancer Evo IX               |
| 2013 | Ricardo Triviño         | Marco Hernández Alex Haro        | Mitsubishi Lancer Evo X                |
| 2014 | Ricardo Triviño         | Gabriel Marín Jr Marco Hernández | Mitsubishi Lancer Evo X                |
| 2015 | Ricardo Triviño         | Marco Hernández                  | Mitsubishi Lancer Evo X                |
| 2016 | Ricardo Triviño         | Marco Hernández                  | Mitsubishi Lancer Evo X Citroën DS3 R5 |
| 2017 | Ricardo Triviño         | Marco Hernández                  | Mitsubishi Lancer Evo X Citroën DS3 R5 |
| 2018 | Ricardo Triviño         | Marc Martí                       | Citroën DS3 R5                         |
| 2019 | Ricardo Triviño         | Jorge Bernal Marc Martí          | Škoda Fabia R5                         |